# Knut Lundmark

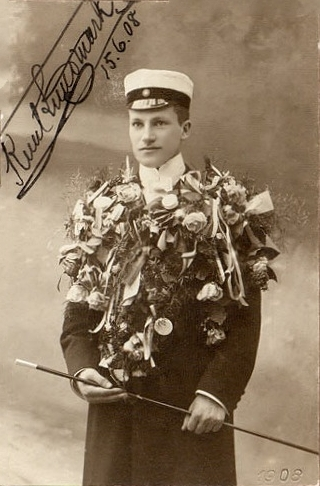
Knut Lundmark 1908

Knut Emil Lundmark (Aussprache [ˌknʉːt ˈlɵnːdmaɹk], * 14. Juni 1889 in Älvsbyn, Norrbottens län; † 23. April 1958 in Lund) war ein schwedischer Astronom, und von 1929 bis 1955 Astronomieprofessor und Direktor des Alten Observatoriums Lund.
Lundmark studierte Astronomie an der Sternwarte Uppsala. Seine 1920 geschriebene Doktorarbeit behandelte The relations of the globular clusters and spiral nebulae to the stellar system
(Die Beziehungen der Kugelsternhaufen und der Spiralnebel zum Sternsystem, d. h. zur Milchstraße). In den zwanziger Jahren arbeitete er zeitweise an verschiedenen Sternwarten in den USA, dem Lick-Observatorium und dem Mount-Wilson-Observatorium.
Knut Lundmark war einer der Pioniere der Untersuchung der Galaxien und ihrer Entfernungen. Er war als einer der ersten der Ansicht, dass die Galaxien weit entfernte Sternsysteme sind und in ihrer Größe der Milchstraße vergleichbar sind.
Er bestimmte die Entfernung des Andromedanebels aufgrund des Auftretens von Novae, deren Helligkeiten er mit den Helligkeiten der Novae der Milchstraße verglich.
In den 1930er Jahren war er auch als populärer Schriftsteller über astronomische Themen aktiv und nahm auch an Rundfunksendungen teil. Er war 1954 einer der Unterzeichner des Dokuments, das schließlich 1962 zur Gründung der Europäischen Südsternwarte (ESO) führte.
Der Mondkrater Lundmark ist nach ihm benannt, ebenso der Asteroid (1334) Lundmarka. Die Wolf-Lundmark-Melotte-Galaxie ist ebenfalls nach ihm, nach Max Wolf und Philibert Jacques Melotte benannt.